# 小行星6487
小行星6487（英語：6487 Tonyspear）是一颗围绕太阳公转的小行星。1991年4月8日，埃莉諾·赫琳在帕洛马山发现了此天体。
这颗小行星的绝对星等为92.86484914943175等。